# Hyperion (satelit)
Hyperion /hi'pe.ri.on/, cunoscut și sub numele de Saturn VII, este un satelit al lui Saturn descoperit de William Cranch Bond, fiul său George Phillips Bond și William Lassell în 1848. Se distinge prin forma sa neregulată, rotația sa haotică și aspectul inexplicabil ca un burete. A fost primul satelit ne-rotund care a fost descoperit. 

## Nume
Satelitul este numită după Hyperion, zeul Titan al vegherii și observației – fratele mai mare al lui Cronos, echivalentul grecesc al zeului roman Saturn. Este denumit și Saturn VII. Forma adjectivală a numelui este Hyperionian.
Descoperirea lui Hyperion a venit la scurt timp după ce John Herschel sugerase nume pentru cei șapte sateliți cunoscuți anterior ai lui Saturn în publicația sa din 1847 Results of Astronomical Observations made at Cape of Good Hope. William Lassell, care l-a văzut pe Hyperion la două zile după William Bond, a susținut deja schema de numire a lui Herschel și a sugerat numele Hyperion în conformitate cu aceasta.  De asemenea, l-a învins pe Bond până la publicare. 

## Caracteristici fizice

### Formă
Hyperion este unul dintre cele mai mari corpuri cunoscute ca având o formă foarte neregulată (neelipsoidală, adică nu în echilibru hidrostatic ) din Sistemul Solar. Singurul satelit mai mare despre care se știe că are o formă neregulată este satelitul lui Neptun, Proteus. Hyperion are aproximativ 15% din masa lui Mimas, cel mai puțin masiv corp elipsoidal cunoscut. Cel mai mare crater de pe Hyperion are aproximativ 121,57 kilometri (75,54 mi) în diametru și 10,2 kilometri (6,3 mi) adâncime. O posibilă explicație pentru forma neregulată este că Hyperion este un fragment dintr-un corp mai mare care a fost spart de un impact mare în trecutul îndepărtat.  Un proto-Hyperion ar fi putut avea 350–1.000 kilometri (220–620 mi) în diametru (care variază de la puțin sub dimensiunea lui Mimas până la puțin sub dimensiunea lui Tethys ).  Pe o perioadă de aproximativ 1.000 ani, resturile dintr-o presupusă destrămare a lui Hyperion l-ar fi impactat pe Titan la viteze reduse, formând substanțe volatile în atmosfera lui Titan. 

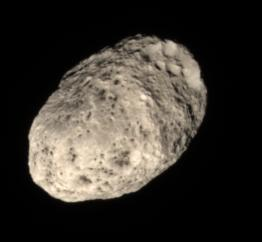
Imagine în culoare adevărată a lui Hyperion, făcută de sonda spațială Cassini.

### Compoziție
La fel ca majoritatea sateliților lui Saturn, densitatea scăzută a lui Hyperion indică faptul că este compus în mare parte din gheață cu doar o cantitate mică de rocă. Se crede că Hyperion ar putea fi asemănător cu o grămadă de moloz slab acretată în compoziția sa fizică. Cu toate acestea, spre deosebire de majoritatea sateliților lui Saturn, Hyperion are un albedo scăzut (0,2–0,3), ceea ce indică faptul că este acoperit de cel puțin un strat subțire de material întunecat. Acesta poate fi material de la Phoebe (care este mult mai întunecată) care a trecut de Iapetus. Hyperion este mai roșu decât Phoebe și se potrivește bine cu culoarea materialului întunecat de pe Iapetus. 
Hyperion are o porozitate de aproximativ 0,46.  Deși Hyperion este al optulea satelit ca mărime al lui Saturn, este doar al nouălea cel mai masiv satelit. Phoebe are o rază mai mică, deși este mai masiv decât Hyperion și, prin urmare, mai dens. 

### Forme de relief
Voyager 2 a trecut prin sistemul Saturn, dar l-a fotografiat pe Hyperion doar de la distanță. A distins cratere individuale și o creastă enormă, dar nu a reușit să distingă textura suprafeței lui Hyperion. Imaginile timpurii de la orbiterul Cassini sugerau o apariție neobișnuită, dar abia după primul zbor vizat al lui Cassini pe lângă Hyperion, pe 25 septembrie 2005, ciudățenia lui Hyperion a fost dezvăluită în întregime.
Suprafața lui Hyperion este acoperită cu cratere adânci, cu margini ascuțite, care îi conferă aspectul unui burete uriaș. Material întunecat umple fundul fiecărui crater. Substanța roșiatică conține lanțuri lungi de carbon și hidrogen și pare foarte asemănătoare cu materialul găsit pe alți sateliți saturnieni, în special pe Iapetus. Oamenii de știință atribuie aspectul neobișnuit, asemănător unui burete al lui Hyperion, faptului că are o densitate neobișnuit de scăzută pentru un obiect atât de mare. Densitatea sa scăzută îl face pe Hyperion destul de poros, cu o gravitate superficială slabă. Aceste caracteristici înseamnă că impactorii au tendința de a comprima suprafața, mai degrabă decât de a o excava, iar majoritatea materialului care este suflat de pe suprafață nu se întoarce niciodată. 
Cele mai recente analize ale datelor obținute de Cassini în timpul zborurilor sale ale lui Hyperion în 2005 și 2006 arată că aproximativ 40% din acesta este spațiu gol. S-a sugerat în iulie 2007 că această porozitate permite craterelor să rămână aproape neschimbate de-a lungul eonilor. Noile analize au confirmat, de asemenea, că Hyperion este compus în mare parte din gheață cu foarte puțină rocă. 

## Rotație

Animație a orbitei lui Hyperion.
Saturn·
Hyperion·
Titan

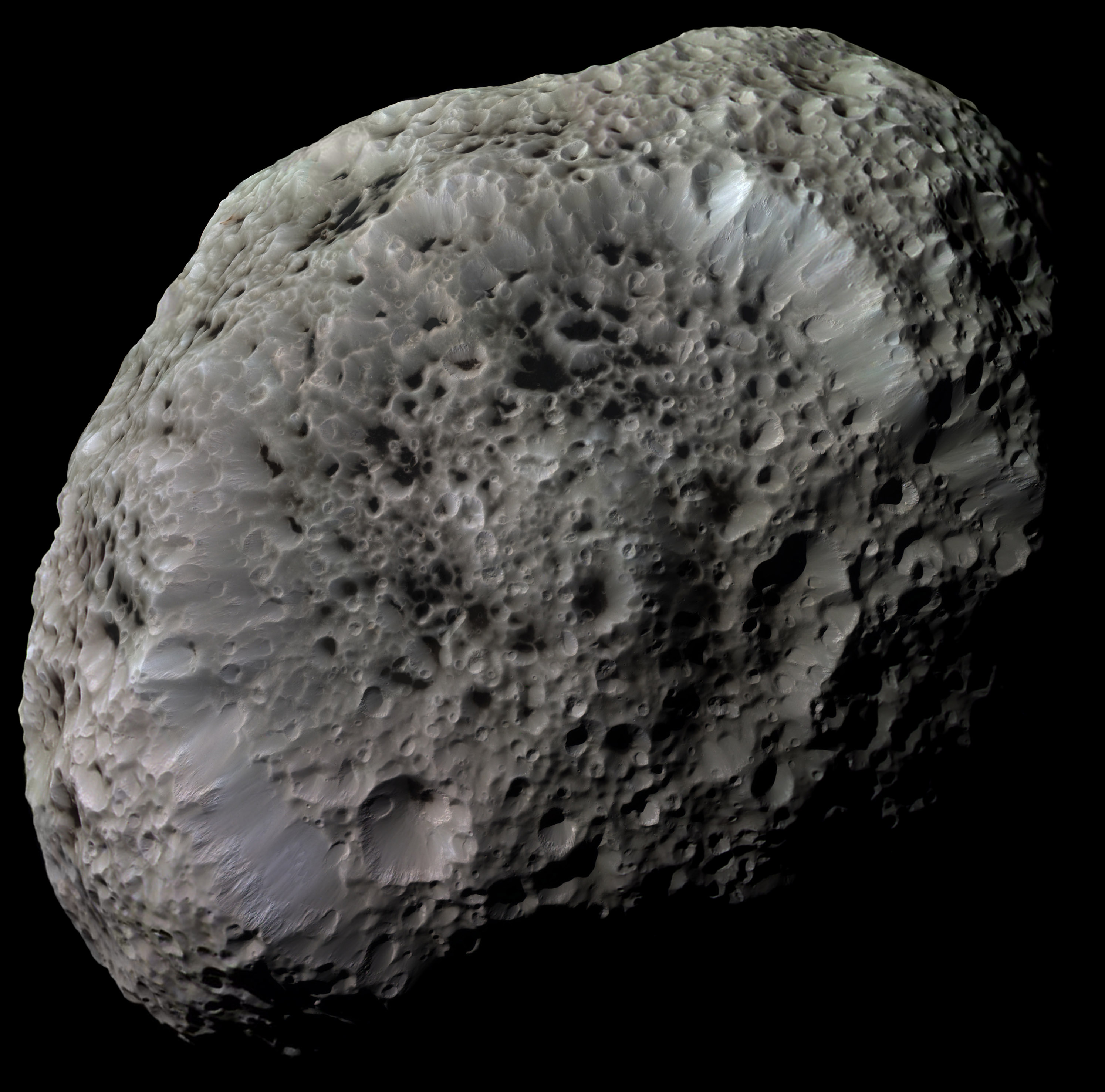
Hyperion cu procesare a imaginii pentru a evidenția detaliile. Făcut de sonda spațială Cassini.

Imaginile Voyager 2 și fotometria ulterioară de la sol au indicat că rotația lui Hyperion este haotică, adică axa sa de rotație se clătina atât de mult încât orientarea sa în spațiu este imprevizibilă. Durada sa Liapunov este de aproximativ 30 de zile.    Hyperion, împreună cu sateliții lui Pluto Nix și Hydra,   se numără printre doar câțiva sateliți din Sistemul Solar despre care se știe că se rotesc haotic, deși se așteaptă să fie obișnuit în asteroizii binari.  Este, de asemenea, singurul satelit natural planetar regulat din Sistemul Solar despre care se știe că nu este în rotație sincronă. 
Hyperion este unic printre sateliții mari prin faptul că are o formă foarte neregulată, are o orbită destul de excentrică și este aproape de un satelit mult mai mare, Titan. Acești factori se combină pentru a restrânge setul de condiții în care este posibilă o rotație stabilă. Rezonanța orbitală de 3:4 dintre Titan și Hyperion poate face, de asemenea, mai probabilă o rotație haotică. Faptul că rotația sa nu este sincronă explică probabil uniformitatea relativă a suprafeței lui Hyperion, spre deosebire de mulți dintre ceilalți satelți ai lui Saturn, care au emisfere posterioare și anterioare contrastante. 

## Explorare
Hyperion a fost fotografiat de mai multe ori de la distanțe moderate de către orbiterul Cassini. Primul zbor apropiat țintit a avut loc la o distanță de 500 kilometri (310 mi) pe 26 septembrie 2005.  Cassini a făcut un alt zbor al lui Hyperion pe 25 august 2011, când a trecut la 25.000 kilometri (16.000 mi) de la Hyperion, iar a treia apropiere a avut loc pe 16 septembrie 2011, cu cea mai mare apropiere de 58.000 kilometri (36.000 mi).  Ultimul zbor al lui Cassini a fost pe 31 mai 2015 la o distanță de aproximativ 34.000 kilometri (21.000 mi). 